# SN 2007hw
SN 2007hw – supernowa typu II odkryta 3 września 2007 roku w galaktyce A020335+0047. W momencie odkrycia miała maksymalną jasność 20,40m.